# Дубовець (притока Тетерева)
Дубове́ць (Ви́лія), Дубовик (Вилія) — річка в Україні, у Коростишівському та Радомишльському районах Житомирської області, права притока Тетерева. Довжина становить 32 кілометра, похил річки — 2,0 м/км, площа басейну 262 км².
Бере початок у лісистих місцях на півдні Коростишівського району, далі протікає через ряд сіл району і впадає в районі села Рудня-Городецька у річку Тетерів.
Притоки: Кропивня (ліва).
Річка становить важливе місце в розвитку та веденню господарства. Тут присутні численні види риб, околиці населяють різноманітні тварини.